# Dresina

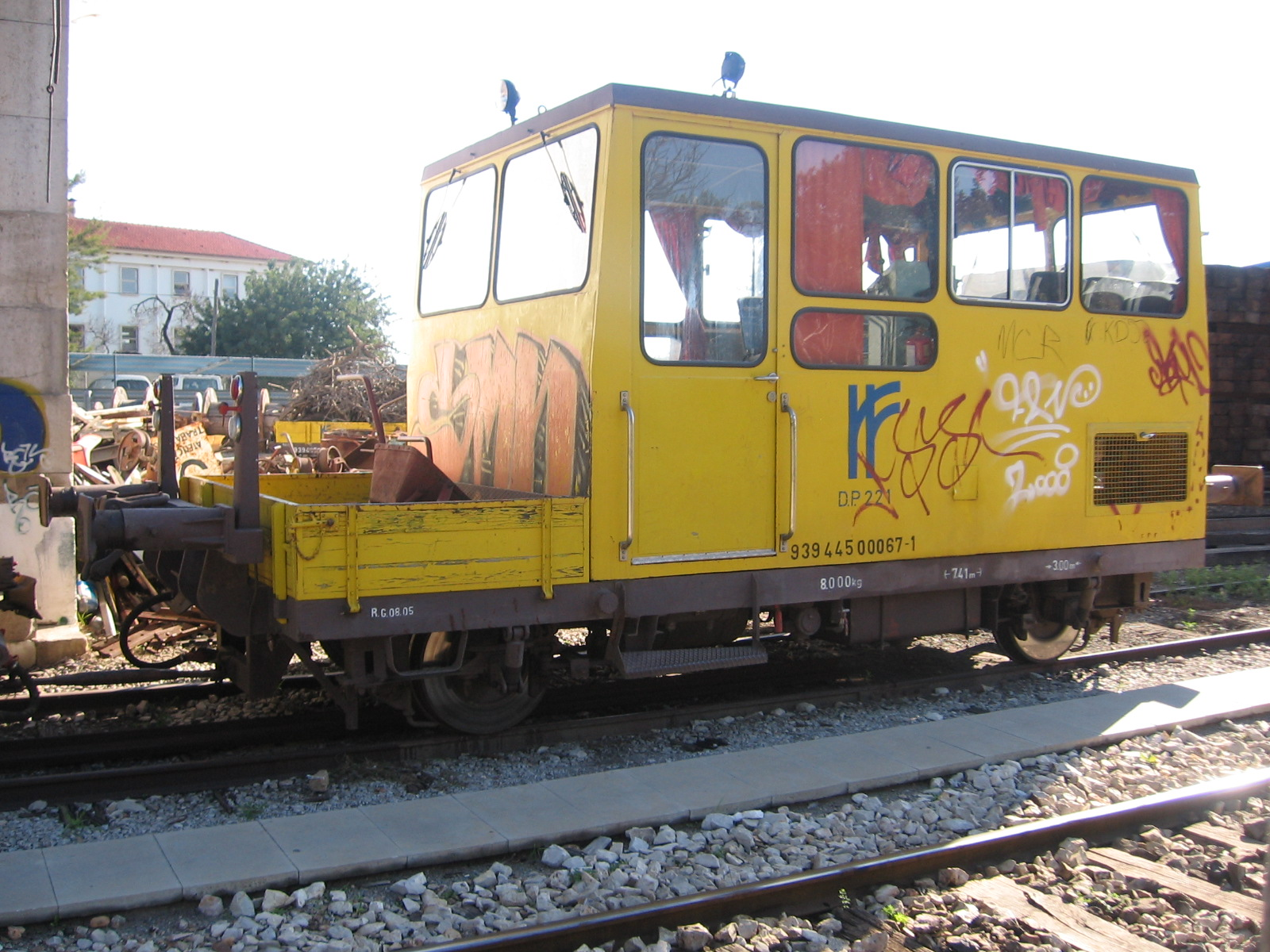
Dresina da Refer.

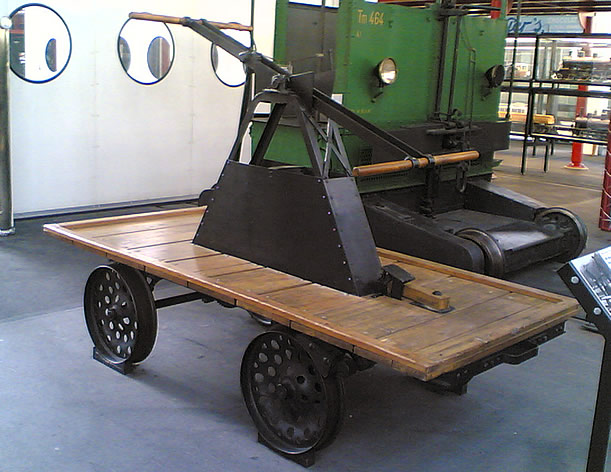
Dresina manual.

As dresinas (/drəˈzinɐ/) (também dresine ou drasine) são veículos ligeiros ferroviários. 
Podem ser utilizadas para manutenção, eletrificação, balastragem, verificação de catenária e qualquer outro trabalho de via que necessite o transporte de pessoal e material. Dresinas podem ser equipadas com máquinas a bordo, que facilitem o trabalho desempenhado pelo pessoal de manutenção. 
O termo dresina origina do francês "draisine".  

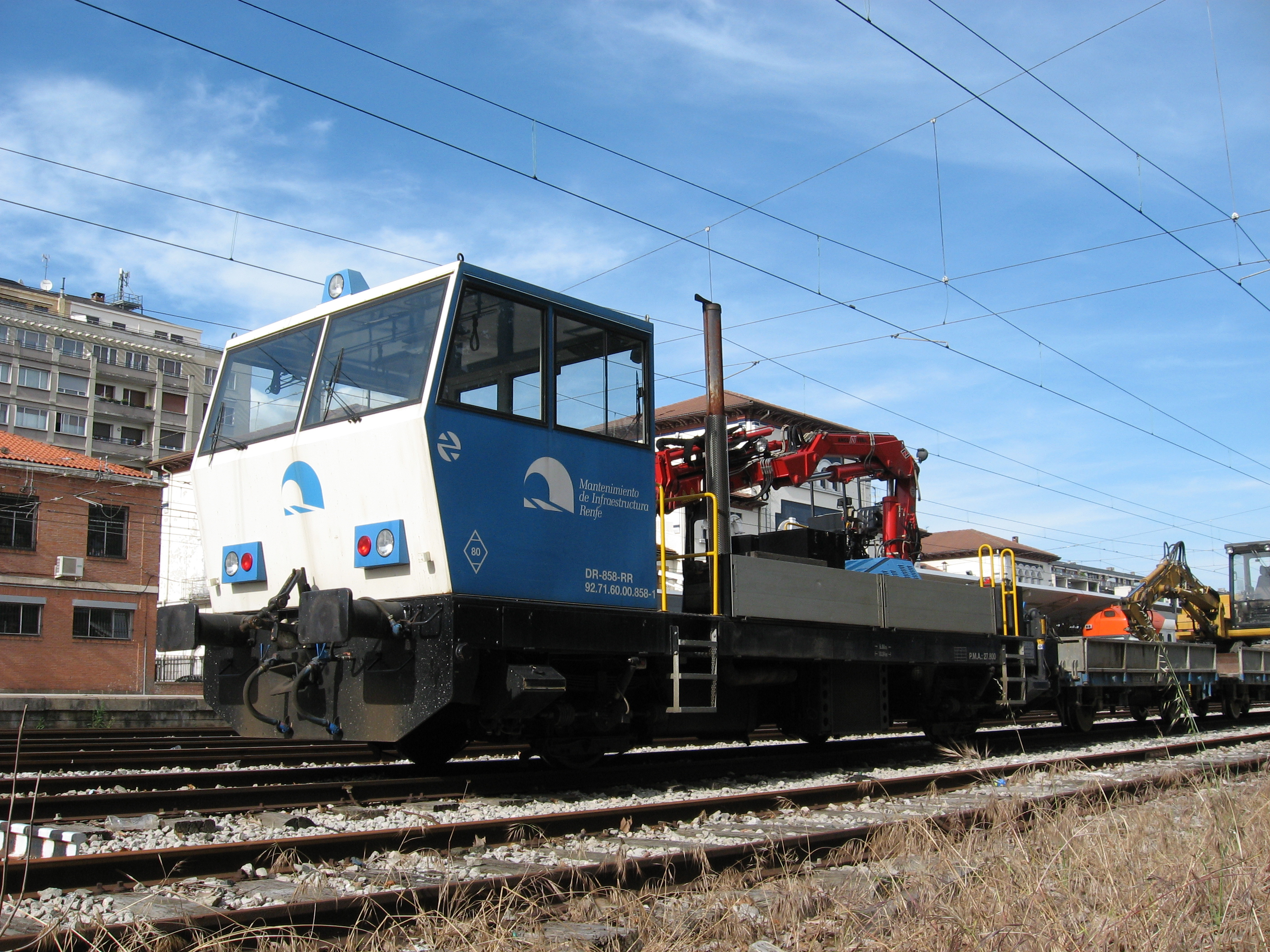
Dresina moderna, da Renfe Operadora.